# Косач, Ольга Петровна

Памятник в Луцке

О́льга Петро́вна Ко́сач (урождённая Драгома́нова; псевдоним — Оле́на (Елена) Пчи́лка, укр. Олена Пчілка; 5 (17) июля 1849, Гадяч, Полтавская губерния, Российская империя — 4 октября 1930, Киев, СССР) — украинская писательница, публицистка, этнограф, член-корреспондент Всеукраинской Академии наук (с 1925).
Сестра Михаила Драгоманова, мать Леси Украинки, Ольги Косач-Кривинюк, Исидоры Косач-Борисовой и Михаила Косача.

## Биография
Происходила из мелкопоместного дворянства Полтавской губернии.
Родилась в семье небогатого помещика Петра Якимовича Драгоманова. Начальное образование получила дома.
В 1866 году окончила Институт благородных девиц в Киеве.
22 июня 1868 года в селе Пирогов (ныне в черте Киева) вышла замуж за Петра Антоновича Косача, с которым вскоре уехала на Волынь, к месту его службы, в городок Звягель. 25 февраля 1871 года здесь родилась дочь Лариса, ставшая впоследствии известной под псевдонимом Леси Украинки. Всего в семье Косачей было двое сыновей и четыре дочери.
В 1876 году издала в Киеве книгу «Украинский народный орнамент» (образцы вышивок, тканей и тканок).
Весной 1879 года с детьми приехала в Луцк к своему мужу, который был переведен на должность главы Луцко-Дубенского съезда мировых посредников. В Луцке она вступила в драматическое общество, а деньги, вырученные от спектаклей, предложила использовать для приобретения книг на украинском языке для клубной библиотеки.
В 1880 году на собственные деньги издала «Співомовки» Степана Руданского и перевела на украинский язык несколько рассказов Н. В. Гоголя.
С 1883 года начала печатать стихи и рассказы во львовском журнале «Зоря», первый сборник стихотворений назывался «Мысли-мережанки» (1886), писала на русском и украинском языках. В то же время принимала деятельное участие в женском движении, вместе с Натальей Кобринской в 1887 году издала во Львове альманах «Первый Венок».
В 1890-х годах жила в Киеве, где в 1906-1914 годах работала редактором-издателем журнала «Рідний край» с приложением «Молода Україна». В 1905 году приехала в Екатеринослав для участия в XIII археологическом съезде, о чём написала в очерке «В гостях у Екатеринослава».
По воспоминаниям Е. Чикаленко, Олена Пчилка публиковала в своём журнале дискуссионные статьи не всегда однозначного содержания; так, в 1908 г. она открыто поддержала антисемитскую позицию Н. Михновского. После того, как антисемитские публикации подверглись критике в газете «Рада», число подписчиков журнала резко снизилось.
Умерла 4 октября 1930 года. Похоронена рядом с дочерью поэтессой Лесей Украинкой на Байковом кладбище в Киеве.